# Biak
Biak (indonesiska Pulau Biak, tidigare Mokmer) är huvudön i Schoutenöarna som tillhör Indonesien i västra Stilla havet.

## Geografi
Biak-ön är en del av provinsi (provins) Papua längst österut i Indonesien och ligger cirka 2 800 km nordöst om Djakarta. Dess geografiska koordinater är 1°00′ S och 136°00′ Ö.
Ön är en kalksten- och korallö och har en area om cirka 2 600 km² och omges grannöarna Supiori i väst och Padaidoöarna, en rad smäöar på östra sida. Den högsta höjden är på cirka 700 m ö.h.
Befolkningen uppgår till cirka 70 000 invånare varav de flesta bor i huvudorten Biak på öns södra del.
Förvaltningsmässigt utgör Biak huvudön i "kabupaten" (distrikt) Biak-Numfor.
Ön har en flygplats (flygplatskod "BIK") för lokalt och internationellt flyg.

## Historia
Biak beboddes troligen av melanesier redan cirka 1500 f Kr. Biak och de närliggande öarna upptäcktes av nederländske kapten Willem Corneliszoon Schouten och Jacob Le Maire 1616.
Under andra världskriget ockuperades området 1942 av Japan och återtogs av USA 1944. Därefter återgick ön till nederländsk överhöghet fram till Indonesiens självständighet.